# Ellen Tauscher
Ellen O'Kane Tauscher (ur. 15 listopada 1951 w Newark, zm. 29 kwietnia 2019 w Stanford) – amerykańska polityczka, członkini Partii Demokratycznej.

## Działalność polityczna
W okresie od 3 stycznia 1997 do 26 stycznia 2009, kiedy zrezygnowała w trakcie siódmej kadencji, był przedstawicielką 10. okręgu wyborczego w stanie Kalifornia w Izbie Reprezentantów Stanów Zjednoczonych. Następnie do 2012 pracowała w administracji prezydenta Obamy.

## Odznaczenia
- Krzyż Komandorski Orderu Gwiazdy Rumunii (Rumunia, 2013)[2]